# Setto ventricolare

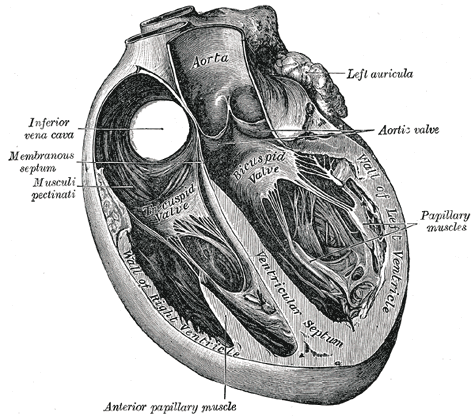
Illustrazione della sezione del cuore, è indicato il setto interventricolare

Il setto interventricolare è la parete divisoria tra il ventricolo destro e sinistro. Analizzando la struttura esterna del cuore, si può trovare il corrispettivo del setto nel solco interventricolare. Questa parete è formata perlopiù da una parte muscolare che parte dall'apice del cuore (apex cordis); il restante è costituito da una parte membranosa che si congiunge con la parte muscolare, evitando così il fluire di sangue da un ventricolo all'altro.

## Difetto interventricolare
Il difetto interventricolare è una malattia congenita (ovvero presente alla nascita) piuttosto diffusa: si calcola che il 30% dei difetti cardiaci congeniti sia causato proprio da questo grave disordine. Il neonato non dispone del setto interventricolare e di conseguenza da una parte il sangue ossigenato può passare dal ventricolo sinistro a quello destro per poi tornare nei polmoni tramite le arterie polmonari e dall'altra può avvenire l'esatto contrario, ovvero che il sangue non ossigenato nel ventricolo destro proveniente dalla vena cava fluisce nel ventricolo sinistro e conseguentemente nell'aorta (shunt).